# Woleai
Woleai, en woléaïen Wolea ou Uleai u Oleai, est un atoll situé à l'ouest des îles Carolines dans l'océan Pacifique. Il appartient aux îles extérieures de Yap. Il forme une municipalité de l'État de Yap, dans les États fédérés de Micronésie. Dans le cadre des élections législatives internes à l'État de Yap, la municipalité constitue le troisième district électoral. Ce district élit pour quatre ans un sénateur au scrutin uninominal majoritaire à un tour,. L'atoll compte vingt-deux îles dont cinq sont habitées : l'île principale Woléaï ou Woleai (Wottegai en woléaïen), Falalus, Seliap (Sulywap), Falalop (Falalap), Tegaïlap (Tagalap).

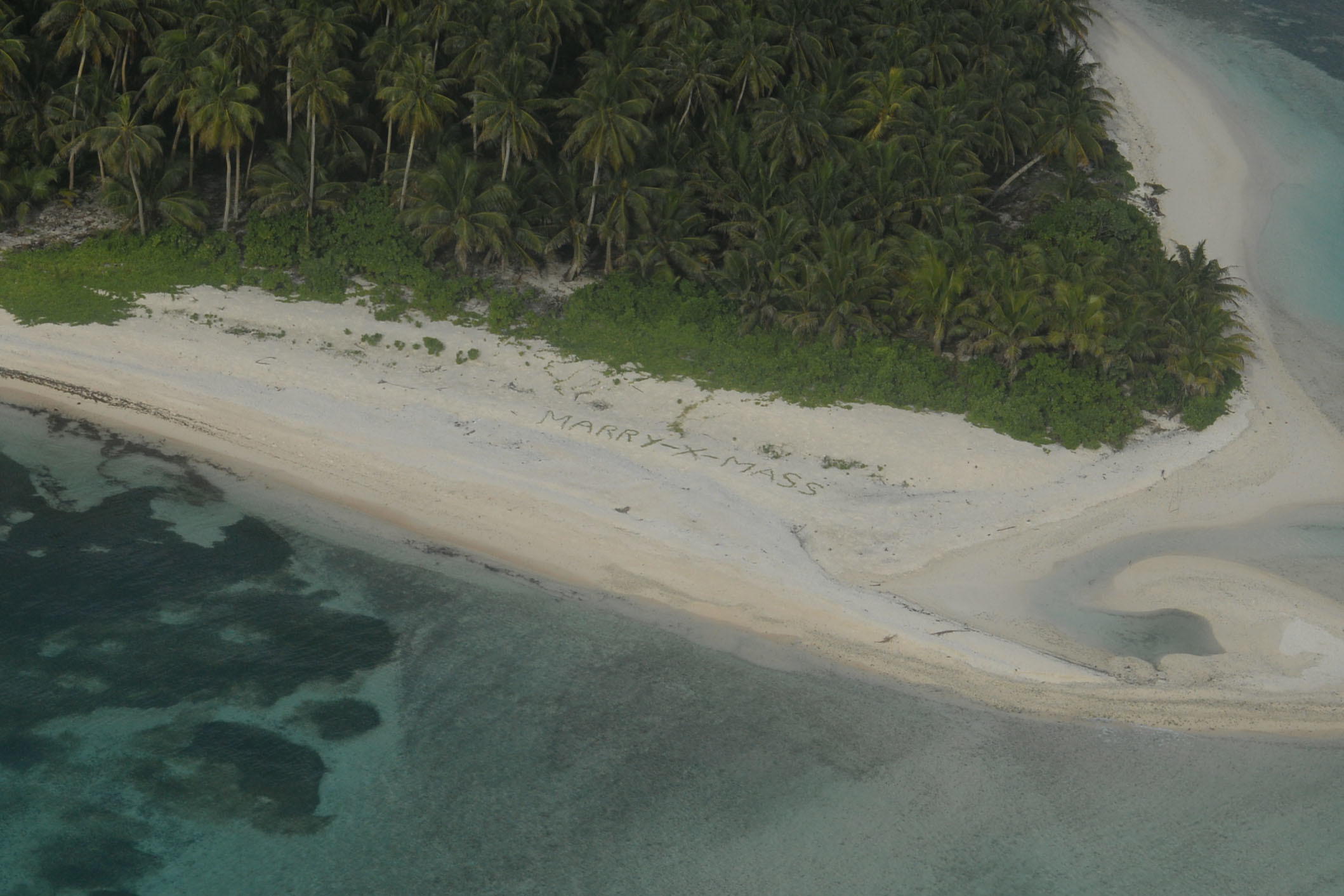
Falalap, Atoll de Woleai

## Géographie

### Topographie
Le double atoll de Woleai, en forme de huit, est situé à environ 57 km à l'ouest-nord-ouest de Ifalik et 108 kilomètres au nord de Eauripik. Il est constitué de vingt-deux îles couvrant une superficie de seulement 4,5 km2. Sa longueur totale est de 11,5 km et sa largeur maximale de 7 km. Les îles principales sont d'est en ouest Paliau, Falalop, Mariyang, Tahoilap, Sileap, Falalus, Woléaï. L'atoll résulte de l'émergement d'une seule montagne sous-marine. La plupart des récifs de la rive sud-est sont submergés ou affleurants. Les terres émergées et par conséquent l'occupation humaine se concentrent surtout dans les parties nord et est de l'atoll. Le lagon ouest est plus profond et plus large que le lagon est. 

### Démographie
| 1920       | 1925       | 1930       | 1935       | 1958 | 1967       |
| ---------- | ---------- | ---------- | ---------- | ---- | ---------- |
| 642 (est.) | 545 (est.) | 538 (est.) | 523 (est.) | 488  | 642 (est.) |

| 1973 | 1980 | 1987 | 1994 | 2000 | 2010  |
| ---- | ---- | ---- | ---- | ---- | ----- |
| 608  | 638  | 791  | 844  | 975  | 1 039 |

## Histoire
Les îles Carolines sont sous domination espagnole du XVIe siècle jusqu'à la fin du XIXe siècle, mais la plupart des communautés des îles de l'actuel État de Yap n'ont que peu de contacts avec les Européens et vivent en toute indépendance. En 1885, à la suite d'un conflit entre l'Espagne et l'Allemagne, l'arbitrage de Léon XIII en confirme la possession à l'Espagne contre des avantages commerciaux pour l'Allemagne. Celle-ci acquiert ces îles en 1899 et les intègre à la Nouvelle-guinée allemande. Au début de la première guerre mondiale, en 1914, l'empire du Japon occupe la zone. Cette occupation est légalisée dans le cadre du mandat des îles du Pacifique créé en 1919 par la Société des Nations. Au début de la première guerre mondiale, en 1914, le Japon occupe l'archipel. Lors de la seconde guerre mondiale, un contingent de 6426 soldats de l'armée de terre et de l'armée navale impériale japonaise est établi sur l'atoll de Woleai. Un aérodrome à piste unique d'un kilomètre de long est construit après arasement de l'île Wolfe et un ancrage pour l'accostage des hydravions est construit au sud-ouest de l'île de Woleai. L'île et les installations militaires sont bombardées à plusieurs reprises de la fin de 1944 au milieu de 1945 conduisant les défenseurs à se protéger dans des souterrains et les empêchant de recevoir des vivres et du secours. Le 17 septembre 1945, peu après la capitulation du Japon, le navire américain USS Sloat aborde l'île et ne récupère que 1650 survivants, les autres ayant péri de faim ou de maladie. Peu d'entre eux sont morts lors des bombardements. Les îles Carolines passent en 1944 sous le contrôle des États-Unis qui les administrent en tant que Territoire sous tutelle des îles du Pacifique dans le cadre d'un mandat de l'ONU reçu en 1947. Les États fédérés de Micronésie accèdent à l'indépendance en 1986.
Joseph Urusemal, 6e président des États fédérés de Micronésie, de 2003 à 2007, est originaire de Woleaï.

## Culture

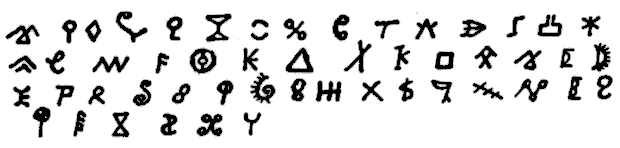
Exemple d'écriture woleaïenne.

Les habitants de l'atoll parlent une langue micronésienne de la famille chuukique, le woléaïen, ainsi que l'anglais de manière courante. Le Woléaïen est transcrit au moyen d'un système d'écriture syllabique unique, l'écriture woléaïenne. Elle fut découverte par John Macmillan Brown qui l'a entendue utilisée par quelques locuteurs de la langue en 1913.
Les écoles secondaires des îles de Falalop et Woléaï accueillent des élèves de toutes les îles de l'atoll ainsi que ceux des atolls voisins d'Eauripik, Ifalik, Lamotrek, Faraulep et l'île de Satawal.
La population est séparée en plusieurs clans avec à leur tête un chef. Ces chefs de clans sont sous l'autorité de trois chefs primordiaux.